# Siø
Siø er en dansk småø i Langeland Kommune (før 2007 Tranekær Kommune) beliggende mellem Tåsinge og Langeland. I 1959 blev øen via Siødæmningen og Siøsundbroen forbundet til Tåsinge og i 1962 via Langelandsbroen til Langeland. Siø er 1,3 km² stor og har 16 beboere. Øen har været i familieeje fra 1921 til 2018. I januar 2018 overtog den fynske erhvervsmand Kurt Brusgård Poulsen øen. De gamle landarbejderboliger på østsiden benyttes i dag som helårsboliger.
Familien Peter Hansen Pedersen har siden 1922 arbejdet med at holde havvandet ude fra de inddæmmede arealer. Der fandtes ikke grundvand på øen, så indtil 1994, hvor der blev etableret en vandledning fra fastlandet, måtte drikkevandet hentes i en tankvogn.
Anløbsbroen på østsiden af Siø var indtil Siøsundbroens indvielse øens livline til omverdenen. Dengang foregik al transport til og fra øen med skib til og fra Rudkøbing.

## Historie
- 1837 lå størstedelen af Siø lå hen »sylt«, (fugtigt område). Derfra stammer også det oprindelige navn Sidø, hvor »sid« betyder vådt eller fugtigt. Kun mod nord og nordvest var der spor af tidligere tiders dyrkning. Allerede fra 1600-tallet blev der holdt malkekvæg på Siø, og i 1837 talte besætningen hele 140 dyr. Siø hørte under Nedergård Gods på Nordlangeland.
- 1861 blev øen inddiget, hvorved Skovø blev landfast med Siø.  I 1960'erne blev også småøerne Store Fugleholm og Lille Fugleholm landfaste med Siø.
- 1906 købte konsulent Andreas Christian Duborg (1879‑1940) øen på vegne af et konsortium.
- 1921 var der på øen foruden gården, seks landarbejderhuse, som hørte under gården« og øen havde 28 indbyggere.
- 1922 købte familien Peter Hansen Pedersen fra Humble øen.
- 1929 begyndte Peter Hansen Pedersen et intensivt forædlingsarbejde med fodersukkerroer i samarbejde med Langelands Frøavls Kompagni. Allerede i slutningen af 1930’erne var omkring 80 procent af alle fodersukkerroer i Danmark af sorten »Siø‑roen«. Gården gik senere i arv til sønnen Hans Christian og dernæst videre til sønnesønnen Jørgen.
- 1942 blev dæmningerne renoveret. Arbejdet var finansieret af staten som et beskæftigelsesprojekt og måtte kun udføres af ledige med skovl og trillebør, da der ikke måtte anvendes maskinkraft.
- 1943 blev det nuværende stuehus taget i brug og i 1944 en kostald.
- 1954 støbte Hans Chr. Pedersen for egen regning omkring 5000 armerede cementplader, der blev kørt op til nord-stranden og anbragt i lige, lodrette rækker ud i havet som høfder og derved forårsagede øget dannelse af forland.

## Natur
Sorthovedet måge har siden 1998 været fast ynglefugl i Danmark og i dag tæller bestanden formentlig 20 par. På Siø sås den første gang i 1999 og bortset fra 2004 har øen hvert år haft et ynglepar. Af andre ynglefugle kan nævnes sølvmåge, edderfugl og grågås. 
Større strandengsområder er begrænset til området omkring Store og Lille Fugleø. Af floraen på Siøs strandenge kan nævnes strandkarse, strandmalurt, strandasters, almindelig Røllike, engelskgræs, blød hejre, almindelig knopurt, hønsetarm, lægekokleare, marehalm, rød svingel, gul snerre, skovhanekro, sandkryb, harrilgræs, strandvejbred, hindebæger, gul fladbælg, markkrageklo, sølvpotentil, krybende potentil, engrapgræs, dunet vejbred, slåen,  rynket rose, hunderose og hvas randfrø. I små vandhuller og i loer ses  svømmende vandaks, dueurt, almindelig bændeltang og almindelig vandkrans.